# Ліґота-Рибінська
Ліґота-Рибінська (пол. Ligota Rybińska, нім. Ellguth-Rippin) — село в Польщі, у гміні Мендзибуж Олесницького повіту Нижньосілезького воєводства.
Населення — 66 осіб (2011).
У 1975-1998 роках село належало до Каліського воєводства.

## Демографія
Демографічна структура станом на 31 березня 2011 року:
|          | Загалом | Допрацездатний вік | Працездатний вік | Постпрацездатний вік |
| -------- | ------- | ------------------ | ---------------- | -------------------- |
| Чоловіки | 35      | 6                  | 24               | 5                    |
| Жінки    | 31      | 6                  | 17               | 8                    |
| Разом    | 66      | 12                 | 41               | 13                   |